# Refoulement
Pour les articles homonymes, voir Refoulement (homonymie).
 (juillet 2022).
Si vous disposez d'ouvrages ou d'articles de référence ou si vous connaissez des sites web de qualité traitant du thème abordé ici, merci de compléter l'article en donnant les références utiles à sa vérifiabilité et en les liant à la section « Notes et références ».
Le refoulement (traduit de l'allemand : die Verdrängung) est en psychanalyse un mécanisme de défense  qui consiste pour un individu à repousser  dans l'inconscient les représentations liées à ses pulsions.

## Mécanisme de défense

### Aperçu
Le refoulement est « un processus supposé par moi et je l'ai considéré prouvé par l'existence indéniable de la résistance » écrivait Freud dans son livre Cinq leçons sur la psychanalyse. Pour la psychanalyse, le refoulement est vu comme un mode de défense privilégié contre les pulsions. Le refoulement est l'opération par laquelle le sujet repousse et maintient à distance du conscient des représentations considérées comme désagréables, car inconciliables avec le Moi. Il ne faut pas confondre :
- répression : un désir vient de l'inconscient, passe dans la conscience et est renvoyé dans l'inconscient ;
- refoulement : un désir essaie d'accéder à la conscience et est renvoyé dans l'inconscient sans avoir pu y accéder.

### Représentations
La pulsion est un concept limite entre le psychique et le somatique ; elle prend pied dans le corporel mais se lie à des représentations. La pulsion ne saurait être refoulée, au sens où le désir demeure quoi que le sujet pense de son désir. Le refoulement est un mécanisme de défense, mais il n'annihile pas la pulsion — le sujet ne fait que s'en défendre et refuser de se la représenter. L'affect ne saurait, lui non plus, se voir refoulé. Il est expression qualitative d'une énergie, donc la transformation d'une somme (l'énergie pulsionnelle) en qualité — ce pour quoi l'affect se comprend comme plus large que le concept d'émotion. Le refoulement touche donc la représentation : impressions, souvenirs, concepts. En particulier, la sexualité infantile est refoulée, tant les désirs « pervers » que les souvenirs liés à cette sexualité infantile. Ces représentations n'évolueront pas avec le reste de la personnalité, mais demeureront telles quelles.

### Première topique
La première topique opère la distinction entre conscient, préconscient et inconscient. Ces trois systèmes présentent des fonctionnements différents :
- le conscient est le système des représentations de mots ;
- le système préconscient/conscient mêle représentation de mot et représentation de chose ;
- tandis que le contenu de l'inconscient correspond aux représentations de choses.

Le refoulement désigne le passage du système préconscient/conscient au système inconscient. Une représentation qui était accessible ne le sera plus, elle sera oubliée, mais déterminera toujours la pensée, le langage, le comportement du sujet. Le refoulement est ralliement d'une représentation au système inconscient : la représentation refoulée rejoint le système inconscient. Cette opération implique un déplaisir, que la représentation entraîne, mais aussi sur une attraction : le refoulement repose sur l'inconscient, qui appelle la représentation à être refoulée, qui attire à lui d'autres représentations. Une fois la représentation refoulée, elle n'évolue plus, et suit les lois qui gouvernent le système inconscient.

### Seconde topique
Le refoulement peut caractériser les rapports qu'entretiennent les instances de l'appareil psychique. Ces instances, lieux métaphoriques, désignent des pôles de la personne psychique. Le moi entraîne le refoulement, il dirige les mécanismes de défense. Le refoulement est opération défensive du moi. Pour autant, cette opération n'est pas consciente, et les mécanismes de défense eux-mêmes sont inconscients. De ce point de vue, topique, le refoulement touche des représentations inconciliables avec le moi. Le moi a pour fonction de maintenir une unité de la personne, de construire un bloc cohérent, et ce qui ne lui convient pas est refoulé. Le ça est entièrement inconscient. D'un point de vue économique, le refoulement entraîne des mécanismes complexes de désinvestissement et de contre-investissements.

## Refoulement originaire
Le refoulement décrit jusqu'ici se précise comme refoulement secondaire : on a vu que le refoulement était le fait qu'une représentation rejoigne l'inconscient. Néanmoins, l'inconscient a son histoire, il provient d'un acte psychique qui inaugura la névrose. La formation de l'inconscient remonte au refoulement originel (ou refoulement originaire).

## Principe causal
Ce terme de refoulement a été utilisé pour expliquer un fait constaté : la résistance. S'il y a le phénomène visible de la résistance c'est parce que le résistant ne veut pas voir ce qu'il se cache. Il préfère donc la dissimulation ou le déni, signe qu'il y contribue. Il y a une force d'oubli : le refoulement. Le terme « refoulement » n’est donc pas le nom d’un fait constaté mais celui d’un principe causal hypothétique expliquant un phénomène constaté (la résistance). Se pose alors la question de la nature de ce principe causal. Selon les positions épistémologiques, certains y verront une réalité alors que d'autres y verront une fiction imaginaire (une fiction sensée tant qu'elle permet de fonder une théorie explicative, un principe heuristique, cohérent et en phase avec l'observation).

## Développement
Jusqu’à présent la psychanalyse discerne dans ces formations inconscientes un savoir énigmatique, constitué par un matériel littéral, en lui-même dépourvu de signification, savoir qui ne se livre pas facilement, et qui reste donc à décrypter par le travail de libre association de l’analyse. Lors du retour du refoulé, l’inconscient s’extériorise comme une saillie incongrue dans le discours conscient. Il fait effraction dans notre parole ou notre comportement sur le mode de l’énigme, il se répète contre notre volonté, nous intrigue et nous questionne. Ce savoir obscur qui surgit dans les « formations » de l’inconscient, véritables créations de nature langagière, est un savoir « véhiculé non pas tant par des mots que par ce que j’appelle des signifiants » selon Lacan.
« L’inconscient est structuré comme un langage » selon Lacan, et obéit à ce que Freud nomme le processus primaire de pensée — les mécanismes en œuvre ici étant la condensation et le déplacement — renvoyant à la métaphore et à la métonymie. Le langage de l’inconscient s’écrit donc dans la parole ou le comportement sous la forme d’une écriture codée à déchiffrer, à dénouer (selon l'étymologie du mot analyse) comme des « hiéroglyphes ». Avec le concept de signifiant, Lacan fait apparaître que l’inconscient est de l’ordre du langage et que son déploiement est de l’ordre du jeu de lettres : l’inconscient sait introduire une lettre supplémentaire ou la retirer ; il sait organiser des déplacements de césure et faire ainsi émerger une signification différente ; il sait jouer sur l’homophonie, sur l’orthographe différente de mots ou de séquences qui ont le même son et qui se prêtent à la dislocation selon le jeu de « lalangue » (nom donné par Lacan au langage de l’inconscient), où l’inconscient du sujet cherche à se faire entendre par « des mots, traités telles des choses, qui valent par leur tissage et leurs connexions littérales comme dans la Poésie. »
« La parole est un don du langage, et le langage n’est pas immatériel. Il est corps subtil, mais il est corps » précise encore Lacan. « L’hystérie se déchiffre comme des hiéroglyphes, les rêves aussi, et tout ce qui paraît hermétique peut être éclairé par celui qui sait écouter, interrompre, ponctuer, répondre, lire. Ce qui est enchevêtré, criant ou obscur, l’exégèse le résout. » Il s’agit de comprendre le jeu de fragments de signifiants à la lettre près. Les équivoques peuvent alors être dissoutes, les artifices absous par la « délivrance du sens emprisonné ». Le vœu du psychanalyste est « délivrez moi du sens » grâce à l’association libre de mots d’où émergent des liens subtils entre leurs signifiants littéraux. « Résoudre, dissoudre, absoudre » : il s’agit donc, dans la cure psychanalytique, d’une libération du sujet par un autre sujet déjà libéré, le psychanalyste. « Évidemment, si je n’aime pas ma propre liberté, je n’aimerai pas non plus celle de l’autre. Il le sentira, m’en voudra, me trompera, feindra, s’éternisera, sans prendre la porte de son destin qui lui est pourtant largement ouverte. » La cure psychanalytique libère d'un savoir traumatisant, qui a été refoulé dans l’inconscient.

#### Texte de référence
- Sigmund Freud, « Le refoulement » in Métapsychologie(1915), , Ed.: Gallimard-Folio, 1986,  (ISBN 2-07032-340-4); in Métapsychologie, dans OCF.P XIII 1914-1915, trad. Janine Altounian, André Bourguignon, Pierre Cotet, Jean Laplanche et Alain Rauzy, Paris, PUF, 2e éd., 1994  (ISBN 2 13 042148 2); Métapsychologie, édition PUF-Quadrige, Préface de François Robert, 2010  (ISBN 2130579574)

#### Études sur le concept
- Bela Grunberger, Janine Chasseguet-Smirgel, René Diatkine (Préface), Refoulement — Défenses et interdits, Ed. Sand & Tchou, 1997,  (ISBN 2-7107-0595-8)
- Jean Laplanche et Jean-Bertrand Pontalis, entrée: « refoulement », dans Vocabulaire de la psychanalyse (1967), Paris, PUF, éd. 2004 PUF-Quadrige, no 249,  (ISBN 2-13-054694-3)
- Claude Le Guen, Le refoulement, PUF coll. « Que sais-je ? »  (ISBN 2-13-044868-2)
- Michel Meyer : Qu'est-ce que le refoulement ?, L'Herne, 2012
- Sophie de Mijolla-Mellor, « refoulement (Le-) », dans Alain de Mijolla (dir.), Dictionnaire international de la psychanalyse, tome 2, Hachette, Éd. revue et augmentée, 2005, p. 1486-1487  (ISBN 2-01-279145-X)
- Jean-François Rabain, « Refoulement » dans A. de Mijolla (dir.), Dictionnaire international de la psychanalyse, tome 2, Hachette, Éd. revue et augmentée, 2005, p. 1483-1486  (ISBN 2-01-279145-X)